# Saint-Sébastien-de-Raids
Saint-Sébastien-de-Raids – miejscowość i gmina we Francji, w regionie Normandia, w departamencie Manche.
Według danych na rok 1990 gminę zamieszkiwało 270 osób, a gęstość zaludnienia wynosiła 51 osób/km² (wśród 1815 gmin Dolnej Normandii Saint-Sébastien-de-Raids plasuje się na 622. miejscu pod względem liczby ludności, natomiast pod względem powierzchni na miejscu 860.).